# Mehmetcan Mincinozlu
Mehmetcan Mincinozlu (* 24. Februar 1984 in Istanbul) ist ein türkischer Schauspieler.

## Biografie
Mehmetcan Mincinozlu wurde am 24. Februar 1984 in Istanbul geboren. Sein Vater ist der Basketballtrainer Koray Mincinozlu. Er besuchte das St. Georgs-Kolleg. Danach studierte er an der Mimar Sinan Üniversitesi. Sein Debüt gab er 2003 in der Fernsehserie Lise Defteri. Anschließend trat er 2006 in İki Aile auf. 2009 war er in Melekler Korusun zu sehen. Im selben Jahr wurde Mincinozlu für die Serie Nefes gecastet. 
Unter anderem bekam er 2015 eine Rolle in dem Film Hayat Öpücüğü. Von 2017 bis 2019 spielte er in der Serie Bizim Hikaye die Hauptrolle. 2021 setzte Mincinozlu seine Karriere in Bonkis fort.

## Filmografie (Auswahl)
Filme
- 2015: Hayat Öpücüğü

Serien
- 2003: Lise Defteri
- 2006: İki Aile
- 2009: Melekler Korusun
- 2009: Nefes
- 2010: Küçük Sırlar
- 2013: Ben Onu Çok Sevdim
- 2016: Rüzgarın Kalbi
- 2017–2019: Bizim Hikaye
- 2021: Etkileyici
- 2021: Bonkis